# Blond (Haute-Vienne)
Blond ist eine Gemeinde in Frankreich. Sie gehört zur Region Nouvelle-Aquitaine, zum Département Haute-Vienne und zum Arrondissement Bellac. In Blond befindet sich der höchste Punkt des Kantons Bellac. Sie grenzt im Nordwesten an Val d’Issoire mit Mézières-sur-Issoire, im Norden an Peyrat-de-Bellac, im Nordosten an Bellac und Berneuil, im Südosten an Vaulry, im Süden an Cieux, im Südwesten an Montrol-Sénard und im Westen an Mortemart und Nouic. In Blond entspringt die Issoire.

## Bevölkerungsentwicklung
| Jahr      | 1962 | 1968 | 1975 | 1982 | 1990 | 1999 | 2008 | 2013 |
| --------- | ---- | ---- | ---- | ---- | ---- | ---- | ---- | ---- |
| Einwohner | 1218 | 1038 | 884  | 727  | 681  | 677  | 737  | 716  |

## Sehenswürdigkeiten
- Kirche Saint-Martin, Monument historique

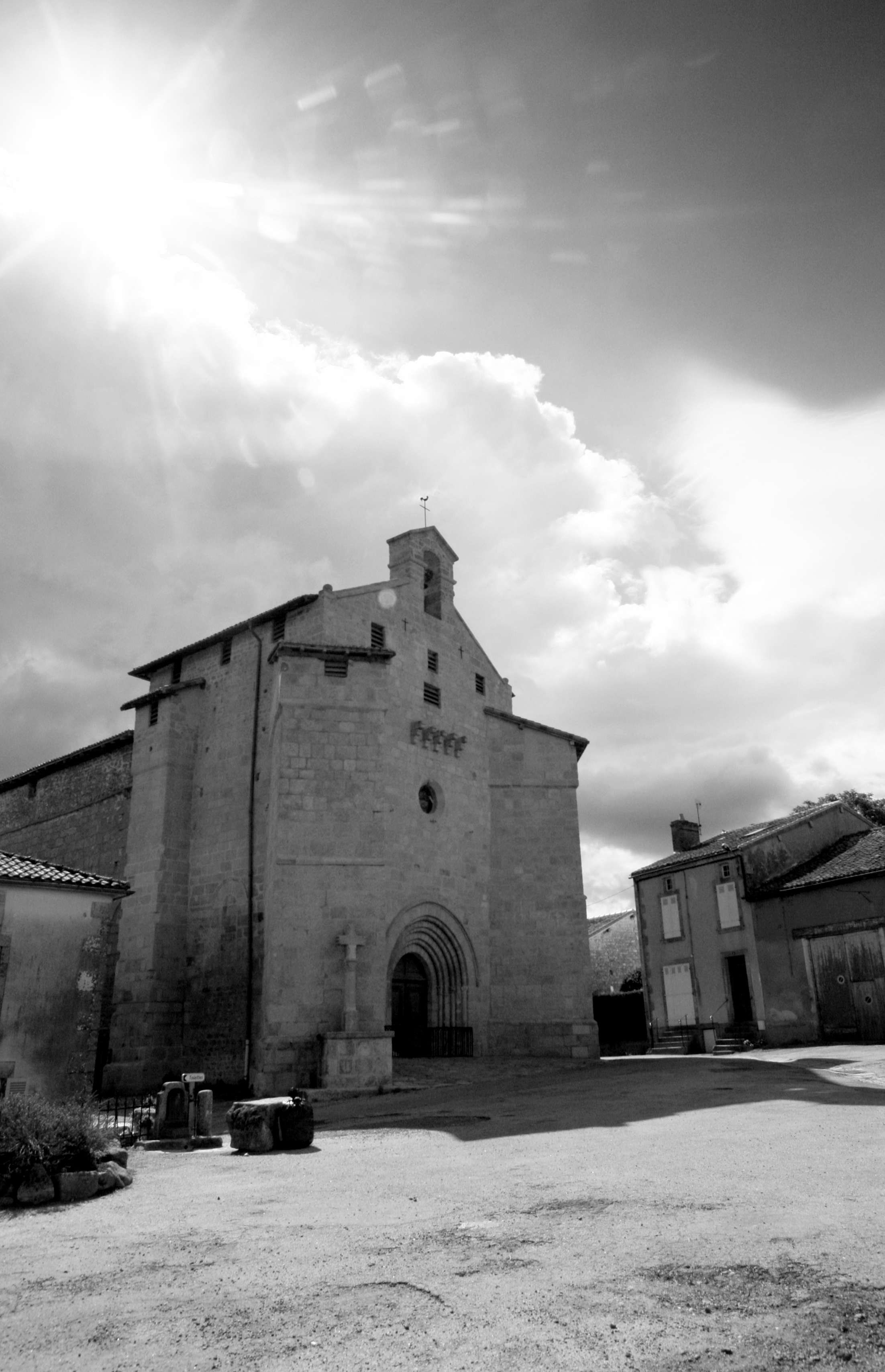
Kirche Saint-Martin